# Henryk Chałupczak
Henryk Chałupczak (ur. 23 kwietnia 1952 w Dacharzowie) – polski politolog i historyk.

## Młodość
Rodzinną miejscowością Henryka Chałupczaka są Radoszki – powiat sandomierski. Tam też ukończył szkołę podstawową w roku 1967, potem przez 4 lata uczył się w I Liceum Ogólnokształcącym w Sandomierzu.
W latach 1971–1976 studiował historię na Wydziale Humanistycznym Uniwersytetu Marii Curie-Skłodowskiej w Lublinie. Był aktywny w ruchu studenckim. Pełnił szereg funkcji w ZSP (potem SZSP). Studia ukończył z wyróżnieniem. Temat pracy magisterskiej: „Normalizacja stosunków PRL – RFN w ocenie studentów Wydziału Humanistycznego i Matematyczno-Fizyczno-Chemicznego UMCS w Lublinie”.

## Kariera naukowa
Pracę zawodową rozpoczął jeszcze jako student V roku. W 1975 roku został zatrudniony w Międzyuczelnianym Instytucie Nauk Politycznych UMCS (później Wydział Politologii UMCS). W ciągu 40 lat pracy – w grudniu 2015 roku obchodził jubileusz – przeszedł wszystkie szczeble rozwoju naukowego: od asystenta stażysty do tytułu profesora nauk humanistycznych w zakresie politologii. W roku 1981, po obronie pracy doktorskiej „Polskie towarzystwa szkolne w Niemczech 1922–1939” awansował na stanowisko adiunkta, w roku 1990 na podstawie monografii „II Rzeczpospolita a mniejszość polska w Niemczech” uzyskał stopień doktora habilitowanego nauk humanistycznych w zakresie historii najnowszej. W roku 1995 został mianowany na stanowisko profesora nadzwyczajnego UMCS w Zakładzie Badań Etnicznych Wydziału Politologii, zaś w roku 2000 Prezydent RP nadał Henrykowi Chałupczakowi tytuł profesora nauk humanistycznych. W latach 1997– 2005 pracował także na stanowisku profesora w Puławskiej Szkole Wyższej. Od roku 2006, obok pracy w UMCS Lublin, jest zatrudniony jako profesor zwyczajny w Państwowej Wyższej Szkole Zawodowej w Zamościu.
Uczestniczy w życiu społeczno-politycznym swojego środowiska. W trakcie studiów był starostą roku i przewodniczącym Studenckiego Koła Nauk Politycznych. W latach 1975–1990 był członkiem PZPR (w latach 1983–1990 sekretarzem POP na wydziale). Trzykrotnie, tj. w latach 1983–1986 oraz 1999–2002 i 2002–2005, zasiadał w Senacie UMCS. Od początku lat 90. jest członkiem Komitetu Badań Polonii i Migracji PAN (później członkiem prezydium), Komitetu Badań Polonii i Migracji PAN, Komitetu Badań nad Migracjami PAN, jest członkiem Towarzystwa Naukowego Sandomierskiego. W latach 1999–2004 pełnił funkcję prodziekana Wydziału Politologii UMCS ds. Badań Naukowych i Współpracy z Zagranicą. W latach 2004–2005 był dziekanem Wydziału Politologii UMCS. Następnie został prorektorem Państwowej Wyższej Szkoły Zawodowej w Zamościu. Został odznaczony Srebrnym i Złotym (2001) Krzyżem Zasługi.
Zainteresowania naukowe Henryka Chałupczaka obejmują stosunki międzynarodowe, politologię, historię najnowszą. Szczególnie interesuje się politykami szczegółowymi, w tym etniczną, migracyjna i bezpieczeństwa, zagadnieniem mniejszości narodowych i ich rolą w stosunkach międzynarodowych, w tym szczególnie polsko-niemieckich, procesami transformacji, integracji oraz globalizacji. Jako student, w ramach studenckiego ruchu naukowego, uczestniczył w badaniach przemian świadomości społecznej ludności tworzącego się wówczas Lubelskiego Zagłębia Węglowego. Od roku 1975 przez kilkanaście lat uczestniczył w realizacji programów w ramach Centralnego Programu Badań Podstawowych, a potem programu „Niemcy – Polska. Tradycje i dążenia”. Odbył zagraniczne staże naukowe na uniwersytetach niemieckich we Fryburgu Bryzgowijskim oraz w Lipsku. Dokształcał się w Instytucie Historii PAN, Uniwersytecie Warszawskim, Uniwersytecie im. Adama Mickiewicza w Poznaniu, Uniwersytecie Wrocławskim, Uniwersytecie Śląskim w Katowicach.

## Pełnione funkcje
- 1999 – 2004 – Prodziekan Wydziału Politologii w UMCS w Lublinie
- 2004 – 2005 – Dziekan Wydziału Politologii w UMCS w Lublinie
- 2005 – 2008 – Kierownik Zakładu Badań Etnicznych UMCS
- 2006 – 2012 – Prorektor PWSZ w Zamościu
- 1991 – 2005 – Komitet Badań Polonijnych; PAN, członek Prezydium
- 2005 – 2008 – Komitet Badań Migracji i Polonii PAN, członek Prezydium
- 2009 – Komitet Badań nad Migracjami PAN, członek Prezydium
- 2000 – Uniwersytecka Komisja Akredytacyjna, członek
- 2006 – Państwowa Komisja Akredytacyjna, ekspert
- 2012 – Polska Komisja Akredytacyjna, ekspert

## Publikacje
W swoim dorobku ma ponad 200 publikacji, w tym kilkanaście wydawnictw zwartych oraz o charakterze monograficznym. Do najważniejszych zaliczają się:
- Ethnic Policy in Contemporary East Central European Countries, ed. H. Chałupczak, R. Zenderowski, W. Baluk, Maria Curie – Skłodowska University Press, Lublin 2015, s.536.
- Polityka etniczna współczesnych państw Europy Środkowo – Wschodniej, red. H. Chałupczak, R. Zenderowski, W. Baluk, Wyd. UMCS, Lublin 2015, s. 578;
- Polityka etniczna: teorie, koncepcje, wyzwania, red. H. Chałupczak, R. Zenderowski, E. Pogorzała, T. Browarek, Wydawnictwo Uniwersytetu Marii Curie – Skłodowskiej, Lublin 2015, s. 674.
- R. Zenderowski, H. Chałupczak, W. Baluk, Ethnic Policy – A Theoretical Conception, in. Ethnic Policy in Contemporary East Central European Countries, ed. H. Chałupczak, R. Zenderowski, W. Baluk, Maria Curie – Skłodowska University Press, Lublin 2015, s 21 – 86;
- R. Zenderowski, H. Chałupczak, W. Baluk, Polityka etniczna – próba teoretycznej konceptualizacji, w: Polityka etniczna współczesnych państw Europy Środkowo – Wschodniej, red. H. Chałupczak, R. Zenderowski, W. Baluk, Wyd. UMCS, Lublin 2015, s. 23 – 96.
- H. Chałupczak, National Security Policy of Poland after Accession to the European Union, in:  Poland in the European Union: Ten Years of Active Membership, ed. H. Chałupczak, E. Pogorzała, P. Tosiek, Wyd. Officina Simonidis”, Zamość 2014,  s. 45 – 59.
- Poland in the European Union: Ten Years of Active Membership, ed. H. Chałupczak, E. Pogorzała, P. Tosiek, Wyd. Officina Simonidis”, Zamość 2014, s. 208.
- H. Chałupczak, G. Firlit-Fesnak, M. Lesińska, B. Solga, Polityka migracyjna Polski wobec najnowszej emigracji Polaków po 2004 roku, w: Dekada członkostwa Polski w UE. Społeczne skutki emigracji Polaków po 2004 roku, red. M. Lesińska, K. Slany, B. Solga, M. Okólski, Wyd. UW, Warszawa 2014, s. 123 – 140;.
- H. Chałupczak, Ethnic policy of the Republic of Poland after 1989. Determinants and specifics, TEKA Komisji Politologii I Stounków Międzynarodowych/TEKA Commission of Political Science and International Affaires, tom VIII, 2014, ss. 24 – 36.
- Zjazdy i konferencje konsulów polskich w Niemczech. Protokoły i sprawozdania 1920 - 1939. Opr. Henryk Chałupczak i Edward Kołodziej. Wydawnictwo Uniwersytetu Marii Curie Skłodowskiej. Lublin 1999, s. 376.
- Europa Środkowo – Wschodnia w procesie integracji i transformacji. Wymiar społeczny, red. H. Chałupczak, M. Pietraś, E. Pogorzała, Wydawnictwo „Officina Simonidis”, Zamość 2013, ss.628.
- Poland’s Strategy to Neutralize the German Minority’s Petitions at the League of Nations in the Interwar Period, „Polityka i Społeczeństwo/Studies in Politics and Society” 2012 nr  9.
- Europa Środkowo – Wschodnia w procesie transformacji i integracji. Wymiar kulturowy, red. H. Chałupczak, M. Pietraś, Ł. Potocki, Wyd. „Officina Simonidis”,  Zamość 2012;
- European Integration. Models, Challenges, Perspectives, edited  by H. Chałupczak, J. Misiągiewicz,  P. Tosiek,  Wydawnictwo „Officina Simonidis “, Zamość 2012.
- Europa Środkowo – Wschodnia w procesie transformacji i integracji. Wymiar polityczny, red. H. Chałupczak, M. Pietraś, P. Tosiek, Wyd. „Officina Simonidis”,  Zamość 2010, ss. 520;
- Zjazdy i konferencje konsulów polskich w Rumunii w okresie międzywojennym. Protokoły i referaty /Congrese şi conferinte consulilor al Poloniei in perioadă interbelică. Protocole şi raporturi, opr. H. Chałupczak, E. Kołodziej, M. Willaume,  Wyd. UMCS, Lublin 2010, ss. 432.
- Zjazdy i konferencje konsulów polskich we Francji. Protokoły i referaty 1931 – 1938, red. H. Chałupczak, E. Kołodziej /Kongres et conferences des Consuls Polonais en France,. Protocoles et Rapports 1931 – 1938, Redaction H. Chałupczak, E. Kołodziej/, Wyd. UMCS, Lublin 2009, ss. 475.
- H. Chałupczak, Ethnic problems as the subject and object  of  political science research, “Teka Komisji Politologii i Stosunków Międzynarodowych Polskiej Akademii Nauk Oddział w Lublinie”  2008 vol. 1, ss. 81 – 97.
- Mniejszości narodowe w  procesach transformacji i integracji, red. H. Chałupczak i E. Michalik,  Wyd. UMCS, Lublin 2007, ss. 375.
- Diaspora polska w procesach globalizacji. Stan i perspektywy badań, red. G. Babiński i H. Chałupczak, Wyd. Grell, Kraków 2006, ss. 516.
- H. Chałupczak, Das Bildungswesen der polnischen Minderheit In Rheinland - Westfalen in der Zwischenkriegszeit, w: Polnische Einwanderer im Ruhrgebiet zwischen der Reichsgruendung und dem Zweiten Weltkrieg, herausgegeben von D. Dahlmann, A. Kotowski, Z. Karpus, Klartext Verlag, Essen 2006, ss. 279 – 293.
- Polska – Białoruś. Problemy sąsiedztwa, red. H. Chałupczak i E. Michalik, Wyd. UMCS, Lublin 2005, ss. 284;
- H. Chałupczak, T. Browarek, Mniejszości narodowe w Polsce 1918 - 1995. Wyd. 2. Wydawnictwo Uniwersytetu Marii Curie - Skłodowskiej. Lublin 2000, s. 323.
- H. Chałupczak, II Rzeczpospolita a mniejszość polska w Niemczech. Wydawnictwo Instytutu Zachodniego. Poznań 1992, s. 376.